# بوب أودوم
بوب أودوم (بالإنجليزية: Bob Odom)‏ هو مربي ماشية وفلاح أمريكي، ولد في 20 يوليو 1935 في هاينسفيل في الولايات المتحدة، وتوفي في 17 مايو 2014 في زاكاري في الولايات المتحدة.